# Mamaroneck
Mamaroneck ist eine Town im Westchester County im Bundesstaat New York der Vereinigten Staaten.

## Geographie
Mamaroneck liegt am Long Island Sound östlich von Yonkers. Der Ort hat  29.707 Einwohner (Stand 2016).

### Gliederung
- Larchmont (Village), 6.157 Einwohner (Stand: 2017)[2]
- Mamaroneck (Village), 19.423 Einwohner (Stand: 2017)[3]
- gemeindefreie Gebiete (Unincorporated Areas)

## Geschichte
Das Land gehörte zum Siedlungsgebiet der Siwanoy-Indianer und wurde 1661 von dem englischen Kaufmann John Richbell für den Handel mit Werkzeugen, Kleidung und Geräten gekauft. 1700 hatte die Siedlung etwa 80 Einwohner. Am 17. Mai 1788 wurde der Ort offiziell durch den Bundesstaat New York gegründet.

## Wirtschaft
Mamaroneck ist Sitz des Comicverlags Archie Comics. Im Ort befindet sich der 36-Loch-Golfplatz Winged Foot Golf Club, der 1921 von Albert Warren Tillinghast erbaut wurde.
Der Ort hat einen Hafen.

## Persönlichkeiten

### Söhne und Töchter der Stadt
- Richard Mott (1804–1888), Politiker
- Susan Fenimore Cooper (1813–1894), Naturforscherin und Schriftstellerin
- Morgan Farley (1898–1988), Schauspieler
- Roger Conant (1909–2003), Herpetologe und Naturschützer
- Gail Sheehy (1936–2020), Autorin und Journalistin
- Elizabeth Berridge (* 1962), Schauspielerin
- Kevin Dillon (* 1965), Schauspieler
- Michael Green, Drehbuchautor und Filmproduzent

### Mit Mamaroneck verbunden
- John Murphy Farley (1842–1918), Erzbischof von New York (in Mamaroneck verstorben)
- Mary Mallon (Typhoid Mary; 1869–1938), irische Einwanderin (arbeitete in Mamaroneck)
- Frank Joseph Goldsoll  (1873–1934/1935), amerikanisch-französischer Geschäftsmann (Hausbesitzer in Mamaroneck)
- Ralph A. Gamble (1885–1959), Jurist und Politiker (Counsel für Mamaroneck)
- Katharine Cornell (1893–1974), Schauspielerin (besuchte die Miss Merrill’s School)
- Esther Goldfrank (1896–1997), Anthropologin (in Mamaroneck verstorben)
- Edwin B. Dooley (1905–1982), Politiker (Bürgermeister von Mamaroneck)
- Robert Kenner (* 1950), Produzent und Regisseur (stammt aus Mamaroneck)
- Kristin Holby (* 1951), Schauspielerin und Model (machte Schulabschluss an der Mamaroneck High School)
- Elizabeth Kolbert (* 1961), Journalistin (besuchte die Mamaroneck High School)
- Matt Dillon (* 1964), Schauspieler (besuchte die Mamaroneck High School)[4]
- Jennifer Bransford (* 1968), Schauspielerin (besuchte die Mamaroneck High School)
- Elon Gold (* 1970), Schauspieler, Drehbuchautor und Produzent (besuchte die Schule in Mamaroneck)
- Emily Wickersham (* 1984), Schauspielerin und Model (wuchs in Mamaroneck auf)